# Jugoslawische Eishockeyliga 1983/84
Die Saison 1983/84 war die 42. Spielzeit der jugoslawischen Eishockeyliga, der höchsten jugoslawischen Eishockeyspielklasse. Meister wurde zum insgesamt 13. Mal in der Vereinsgeschichte der HK Olimpija Ljubljana.

## Modus
In der Hauptrunde absolvierte jede der acht Mannschaften insgesamt 14 Spiele. Die vier bestplatzierten Mannschaften der Hauptrunde qualifizierten sich für die Finalrunde, deren beiden Erstplatzierten sich wiederum für das Meisterschaftsfinale qualifizierten. Die übrigen vier Hauptrunden-Mannschaften bestritten eine Platzierungsrunde um Platz 5. Für einen Sieg erhielt jede Mannschaft zwei Punkte, bei einem Unentschieden gab es einen Punkt und bei einer Niederlage null Punkte.

## Hauptrunde

### Tabelle
|    | Klub                   | Sp | T   | GT  | Punkte |
| -- | ---------------------- | -- | --- | --- | ------ |
| 1. | HK Jesenice            | 14 | 181 | 30  | 26     |
| 2. | HK Olimpija Ljubljana  | 14 | 147 | 28  | 26     |
| 3. | KHL Medveščak Zagreb   | 14 | 88  | 56  | 18     |
| 4. | HK Roter Stern Belgrad | 14 | 92  | 72  | 17     |
| 5. | HK Kranjska Gora       | 14 | 57  | 79  | 10     |
| 6. | HK Celje               | 14 | 75  | 72  | 9      |
| 7. | HK Partizan Belgrad    | 14 | 43  | 96  | 6      |
| 8. | HK Spartak Subotica    | 14 | 29  | 279 | 0      |

Sp = Spiele, S = Siege, U = Unentschieden, N = Niederlagen

## Zweite Saisonphase

### Platzierungsrunde um Platz 5
|    | Klub                | Punkte |
| -- | ------------------- | ------ |
| 5. | HK Kranjska Gora    | 12     |
| 6. | HK Celje            | 11     |
| 7. | HK Partizan Belgrad | 10     |
| 8. | HK Spartak Subotica | 1      |

Sp = Spiele, S = Siege, U = Unentschieden, N = Niederlagen

### Finalrunde
|    | Klub                   | Punkte |
| -- | ---------------------- | ------ |
| 1. | HK Jesenice            | 16     |
| 2. | HK Olimpija Ljubljana  | 9      |
| 3. | HK Roter Stern Belgrad | 5      |
| 4. | KHL Medveščak Zagreb   | 4      |

Sp = Spiele, S = Siege, U = Unentschieden, N = Niederlagen

#### Meisterschaftsfinale
- HK Jesenice – HK Olimpija Ljubljana 2:3 (4:6, 2:7, 2:0, 5:4, 2:3)